# 마크 헤이
마크 에드워드 헤이(1952년 5월 3일 ~)는 미국의 생태학자이다. 조지아 공과 대학에서 생명 과학을 전공했으며 이후 피지 등지에서 산호초에 관련한 연구를 했다.